# Oskar Waldrich
E. H. Oskar Waldrich (* 3. Juni 1880; † 18. September 1967 in Limburg an der Lahn) war ein deutscher Unternehmer.

## Leben
Waldrich trat als 26-Jähriger nach Beendigung von Studium und Praktika in die väterliche Maschinenfabrik H. A. Waldrich KG auf der Sieghütte in Siegen ein. 1919 übernahm er die alleinige Leitung des Unternehmens. 1933 trat er der NSDAP bei (Mitgliedsnummer 2.930.395). Er war Mitglied der SA, dort zuletzt Obersturmbannführer, des Nationalsozialistischen Fliegerkorps, dort zuletzt Hauptsturmbannführer, und des Reichskolonialbunds (RKB). 1938 erwarb er die fortan sowohl als Familiensitz als auch als Gästehaus für die Firma Waldrich genutzte Klein’sche Villa in Siegen. 
Nach dem Ende der Zeit des Nationalsozialismus wurde Waldrich von der britischen Militärregierung als NS-belastet verhaftet (1945) und interniert (1945–1946). Im anschließenden Entnazifizierungsverfahren wurde er 1947 in die in den Massenverfahren ungünstigste Kategorie III eingestuft. Er wurde als „Aktivist“, „Militarist“ und „Kriegsverbrecher“ gewertet und als „brutaler Gewaltmensch mit grenzenlosem Geltungsbedürfnis“ beschrieben. Seinerseits bezeichnete er die Mitglieder des Ausschusses als „Lumpen, die er in die Fresse schlagen wollte.“ Im Berufungsverfahren 1949 hieß es, „aus eidesstattlichen Erklärungen und aus den Bekundungen der vernommenen Zeugen“ gehe „zweifelsfrei“ hervor, dass er „politisch … überhaupt nicht interessiert und … vor allen Dingen als Nazi nicht in Erscheinung getreten“ sei. Nun kam er in die Mitläufer-Kategorie IV und musste Gebühren in Höhe von 1000 DM zahlen. Fünf Jahrzehnte später kam der Politikwissenschaftler Gerhard Hufnagel in einer für die Siegerländer metallindustriellen Unternehmerverbände erarbeiteten und von ihnen finanzierten Schrift mit zahlreichen Unternehmerporträts vergleichend zu dem Schluss, Waldrich habe sein Werk und sein soziales Kapital dem NS-Regime bereitwillig zur Verfügung gestellt. So waren 1944 von 1.179 seiner Beschäftigten 360 Zwangsarbeiter.
1954 gründete Waldrich als Tochterunternehmen der Waldrich Werkzeugmaschinenfabrik die Kabelschlepp GmbH in Siegen, die Inhaberin des Patentes für Energieführungsketten aus Stahl wurde.

## Auszeichnungen
1933 erhielt Waldrich ehrenhalber den Titel Dr.-Ing. E. h. der Technischen Hochschule Karlsruhe. Seit 1950 war er Ehrenbürger der Technischen Hochschule Aachen. Er wurde zum Wehrwirtschaftsführer berufen und sein Unternehmen mit dem Prädikat Nationalsozialistischer Musterbetrieb ausgezeichnet. 1943 erhielt er das Kriegsverdienstkreuz Erster Klasse.